# Аспр (Руссильон)

Местоположение на карте департамента

Аспр (фр. Aspres) — естественная область и юго-западная часть исторического района Каталонии Руссильон, который сейчас находится на территории современного французского департамента Восточные Пиренеи.

## Состав
Список коммун и их население (1999):
- Bastida, la — 61
- Bula d’Amunt — 73
- Calmella — 42
- Cameles — 396
- Casafabre — 34
- Castellnou dels Aspres — 331
- Llauró — 270
- Montoriol — 188
- Oms — 268
- Prunet i Bellpuig — 68
- Queixàs — 95
- Sant Marçal — 85
- Tellet — 83
- Teulís — 45
- Torderes — 145
- Vivers — 128